# Rue Fleury
La rue Fleury est une voie du 18e arrondissement de Paris, en France.

## Situation et accès
La rue Fleury est une voie publique située dans le sud-ouest du  18e arrondissement de Paris. Longue de seulement une trentaine de mètres, elle débute au 74, boulevard de la Chapelle (qui marque la séparation avec le 10e arrondissement) et se termine au 13, rue de Chartres et à quelques encablures de la rue de la Charbonnière, et de la rue de la Goutte-d'Or.

## Origine du nom

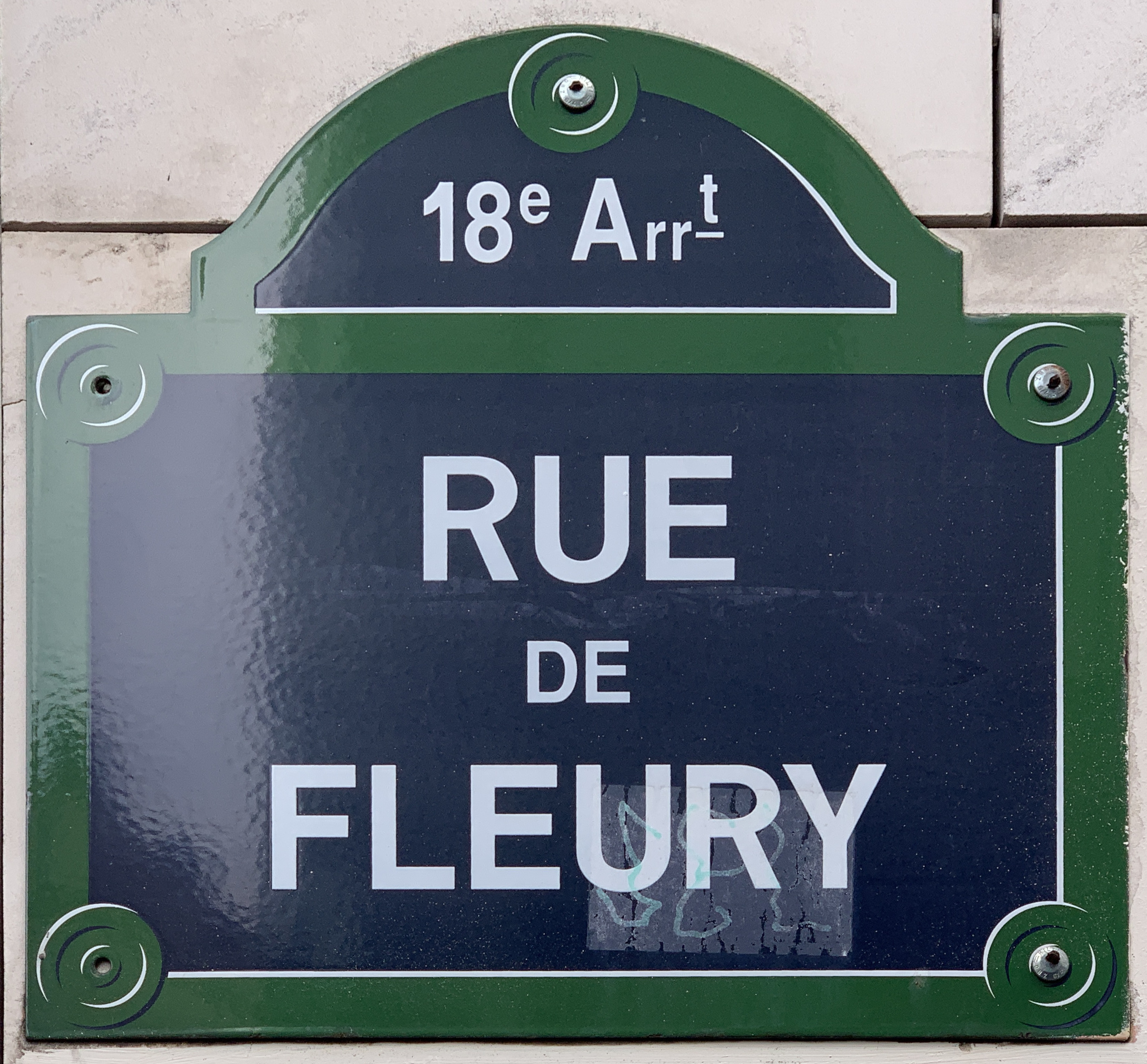
Plaque de la rue.

Cette rue est nommée ainsi d'après le nom d'un ancien propriétaire du lieu.

## Historique
Cette rue, de l'ancienne commune de la Chapelle, est ouverte en 1842, par M Fleury, sous sa dénomination actuelle et est classée dans la voirie parisienne par un décret du 23 mai 1863.
Les immeubles de la rue, insalubres, ont été détruits dans les années 2000 et remplacés par des immeubles modernes, à façades vitrées.
Le bâti initial, qui se composait d’immeubles populaires typiquement parisiens et aussi d’hôtels (hôtels de passe en particulier, cette zone de Paris était connue notamment pour la prostitution), comme le « Royal Hôtel », situé à l'angle du no 1 rue Fleury et du no 76 boulevard de la Chapelle, le bar à vins/liqueurs « Maison Vicair » qui fut reconverti en poste de Police dans les années 1970. 
Par la suite tout le bâti initial fut entièrement démantelé et démoli entre les années 1980 et 2000, dans le cadre de la très contestée et très discutable opération de réhabilitation du quartier de la Goutte-d'Or, initiée par la Ville De Paris en 1983. L’opération de « réhabilitation » fut vigoureusement et âprement critiquée par les habitants et riverains de la Goutte-d'Or. En 1984, à l’initiative des habitants du quartier de la Goutte-d'Or, fut écrit un livre portant le titre suivant : « L'Appel des 100 » ayant pour but premier de dissuader et convaincre les autorités de la Ville De Paris de privilégier la réhabilitation du bâti au lieu des destructions à grande échelle qui étaient prévues et planifiées. Mais leurs appels ont été purement et royalement snobés par la ville de Paris, qui a préférer suivre et porter à exécution son très discutable et contestable projet de « réhabilitation », au grand dam des habitants et du conseil municipal du 18e arrondissement de Paris. 
Aucun des bâtiments initiaux de la Rue Fleury ne subsistent de nos jours. 
Le bâti initial, malgré toutes les difficultés qu’il avait connu dans le passé (maisons de passe, maisons d'abattage) avait, bon gré mal gré, forgé cette zone du 18e. Aujourd'hui, en lieu et en place, se dresse la bibliothèque de la Goutte-d'Or, plus connue sous le nom de « Forum Goutte-d'Or », bâtiment moderne à l'esthétique extrêmement discutable et contestable ….

## Bâtiments remarquables et lieux de mémoire
- Centre musical Fleury Goutte d'Or-Barbara
- Angle no 1 rue Fleury et du no 76 boulevard de la Chapelle : emplacement du bordel « Royal Hôtel », réservé durant l'Occupation aux soldats et sous-officiers des troupes d'occupation.

## Au cinéma
La rue apparait plusieurs fois dans le film Tchao Pantin (1983) de Claude Berri où le petit trafiquant de drogue Benssoussan (Richard Anconina) y habite un studio dans un immeuble lépreux. Aucun des immeubles qui y apparaissent n'existent aujourd'hui.